# 王墓山古墳 (善通寺市)
王墓山古墳（おうはかやまこふん）は、香川県善通寺市善通寺町にある古墳。形状は前方後円墳。有岡古墳群（国の史跡）を構成する古墳の1つ。

## 概要
| 古墳名      | 形状       | 築造時期 | 特記事項       |
| ----------- | ---------- | -------- | -------------- |
| 野田院古墳  | 前方後円墳 | 3c後半   | 積石塚         |
| 磨臼山古墳  | 前方後円墳 | 4c後半   | 割竹形石棺出土 |
| 鶴が峰4号墳 | 前方後円墳 | 5c前半   |                |
| 丸山古墳    | 前方後円墳 | 5c中葉   |                |
| 王墓山古墳  | 前方後円墳 | 6c前半   | 副葬品多数出土 |
| 宮が尾古墳  | 円墳       | 7c初頭   | 装飾古墳       |

香川県西部、善通寺市街地から南西の独立小山塊上に築造された古墳である。これまでに前方部南側部分が削平を受けているほか、1982年度（昭和57年度）・1986-1990年度（昭和61-平成2年度）に発掘調査が実施されている。
墳形は前方後円形で、前方部を南西方向に向ける。墳丘は地山整形・盛土によって構築されており、盛土は粘質土・砂の互層の版築による。墳丘表面では円筒埴輪・形象埴輪が検出されている。埋葬施設は後円部における両袖式の横穴式石室で、南東方向に開口する。石室内には石屋形が構築されているが、石屋形は九州地方ではよく見られるものの瀬戸内・四国地方では類例の少ない点で注目される。この石室内の発掘調査では、金銅製冠帽・金銅張馬具を始めとする質・量とも豊富な副葬品が出土している。なお、本古墳の周辺にはかつて陪塚と見られる小円墳7基が存在したというが、現在では失われている。
この王墓山古墳は、古墳時代後期の6世紀前半頃の築造と推定される。横穴式石室を有する前方後円墳としては香川県内で初めて確認された例であるとともに、石屋形の使用は四国地方で初めて確認された例になる。石屋形の使用には九州地方との交流が認められ、加えて金銅製冠帽・金銅張馬具という豪華な副葬品の出土から、ヤマト王権と強いつながりを持った有力豪族としての被葬者像が想定される。また善通寺市街地縁辺部では、古墳時代前期から後期の首長墓として野田院古墳→磨臼山古墳→鶴が峰4号墳→丸山古墳→王墓山古墳→宮が尾古墳という系譜が認められており、本古墳はそのうちの1つに位置づけられる。
古墳域は1984年（昭和59年）に国の史跡に指定された（史跡「有岡古墳群」のうち）。現在では史跡公園として整備されているが、石室への立ち入りは制限されており、毎年4月29日（善通寺市古墳の日）に宮が尾古墳石室・野田院古墳墳丘とともに一般公開されている。

## 遺跡歴
- 1897年（明治30年）頃の古地図に「大墓山」、大正期以降の地図に「王墓山」の名称で記載[2]。
- 大正期、調査（1933年（昭和8年）の『史蹟名勝天然記念物報告』に「王墓山古墳」として紹介）[2]。
- 1982年度（昭和57年度）、宅地造成計画に伴う緊急発掘調査。石室・副葬品の検出（善通寺市教育委員会、1983年に概報刊行）[2]。
- 1984年（昭和59年）11月29日、国の史跡に指定（史跡「有岡古墳群」のうち）[5]。
- 1986-1990年度（昭和61-平成2年度）、史跡整備事業に伴う発掘調査（善通寺市教育委員会、1992年に報告書刊行）[2]。

## 墳丘

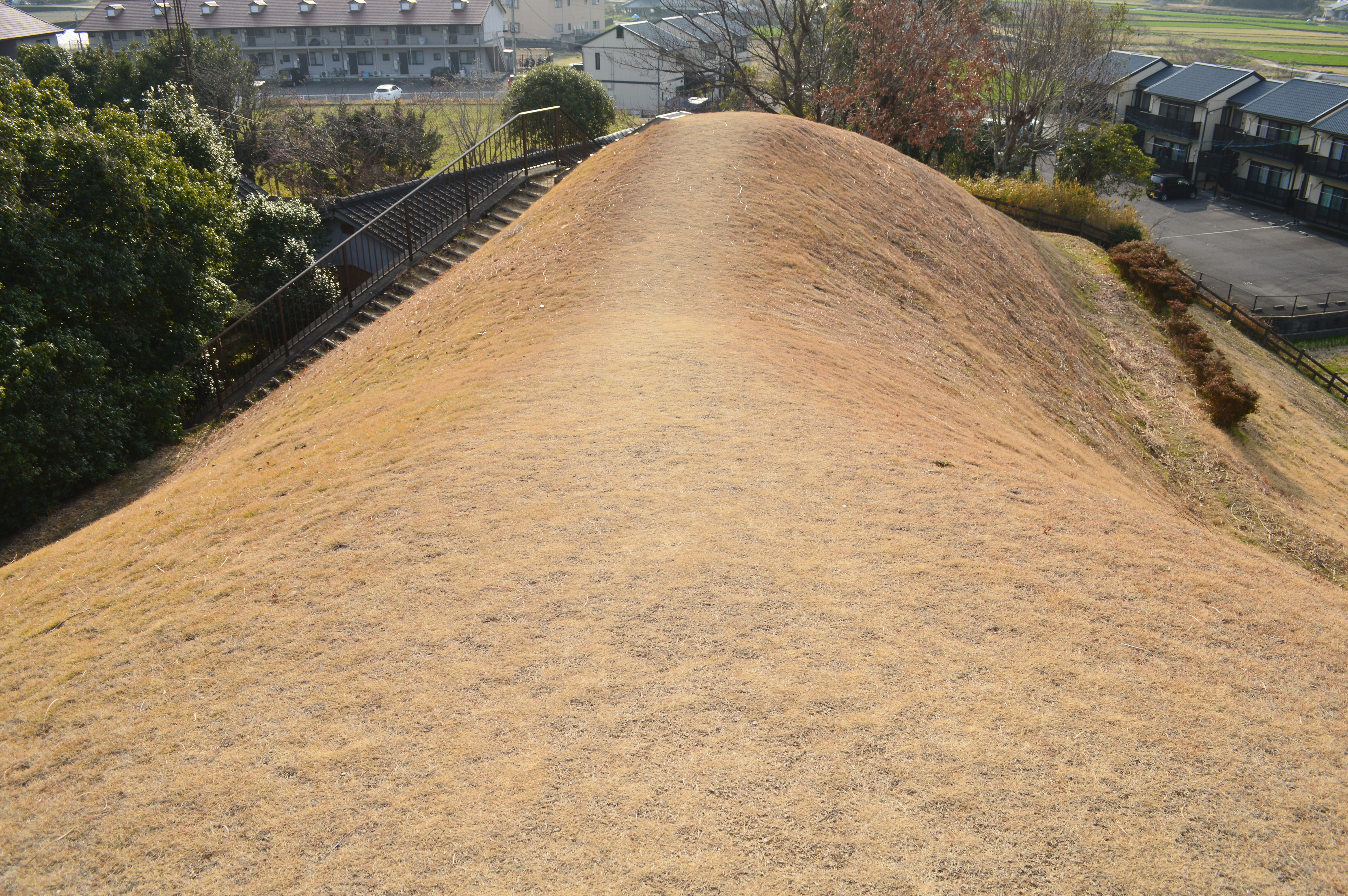
後円部から前方部を望む

墳丘の規模は次の通り。
- 墳丘長：46メートル
- 後円部
  - 直径：28メートル
  - 高さ：（推定）6メートル
- 前方部
  - 幅：28メートル
  - 高さ：（推定）5メートル

## 埋葬施設

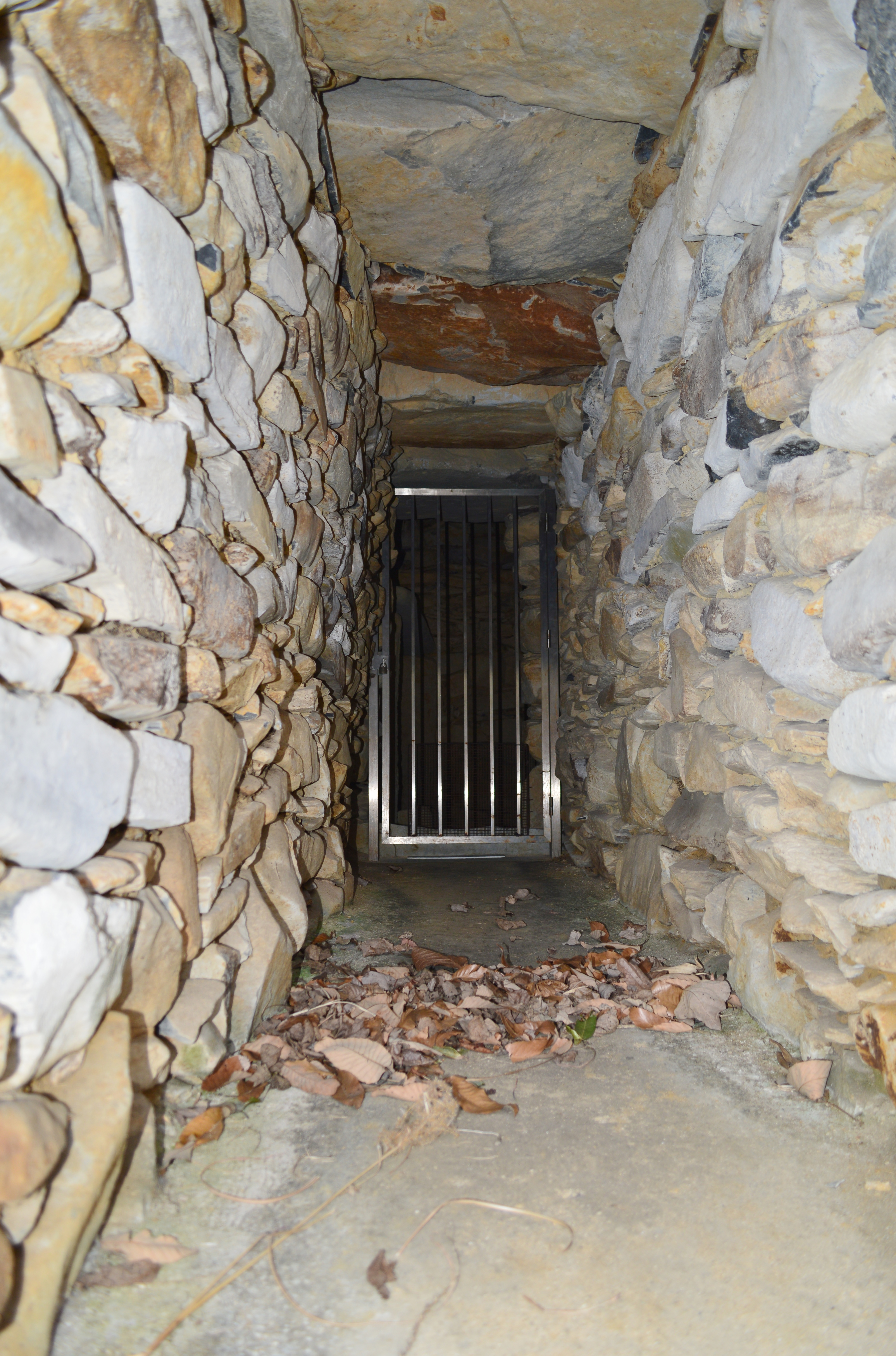
石室 羨道奥に玄室。

埋葬施設としては両袖式横穴式石室が構築されており、墳丘主軸と直交する南東方向に開口する。石室の規模は次の通り。
- 石室全長：約7.5メートル
- 玄室：長さ約3メートル、幅約1.8メートル
- 羨道：長さ約4.5メートル

羨道は細長い形状になる。石室の石材は大半が安山岩で、一部に花崗岩が認められる。玄室の壁面は安山岩割石の小口積みでやや持ち送って構築されており、竪穴式石室の面影を残すことから、竪穴式石室から横穴式石室への移行期の形態として注目される。また床面は、地山整形のうえで粘土・玉砂利が敷き込まれる。石室の天井石は玄室・羨道ともすべて失われており、発掘調査では玄室内部に転落した巨石1点のみが確認されている（他の天井石は近世頃に南東のぜんも池の築堤工事の際に転用か）。
玄室内には「石屋形」と呼ばれる石製構造物が構築される。石屋形とは石室内に設置された板石の組み合わせによる遺体安置施設（屍床）で、本古墳の場合には玄室西側壁に接して構築される。板石は角礫凝灰岩製で、玄室西側壁に接して北腰石（長さ0.9メートル・高さ1.4メートル）・南腰石（長さ0.8メートル・高さ1.4メートル）を立ててその上に石屋形天井石を乗せて空間を作り、空間の西側・東側に石障として低い西腰石（長さ1.8メートル・高さ0.5メートル）・東腰石（長さ1.8メートル・高さ0.3メートル）を立てる。ただし、発掘調査時点で石屋形天井石は折れて石屋形内に転落した状態であった。石屋形は九州地方で多く見られる様式であるが瀬戸内・四国地方では類例が少なく、特に四国地方では本古墳が初めての例になる。
石室内における発掘調査では、豊富な副葬品（後述）が検出されている。また副葬品の様相からは追葬も想定される。

## 出土品

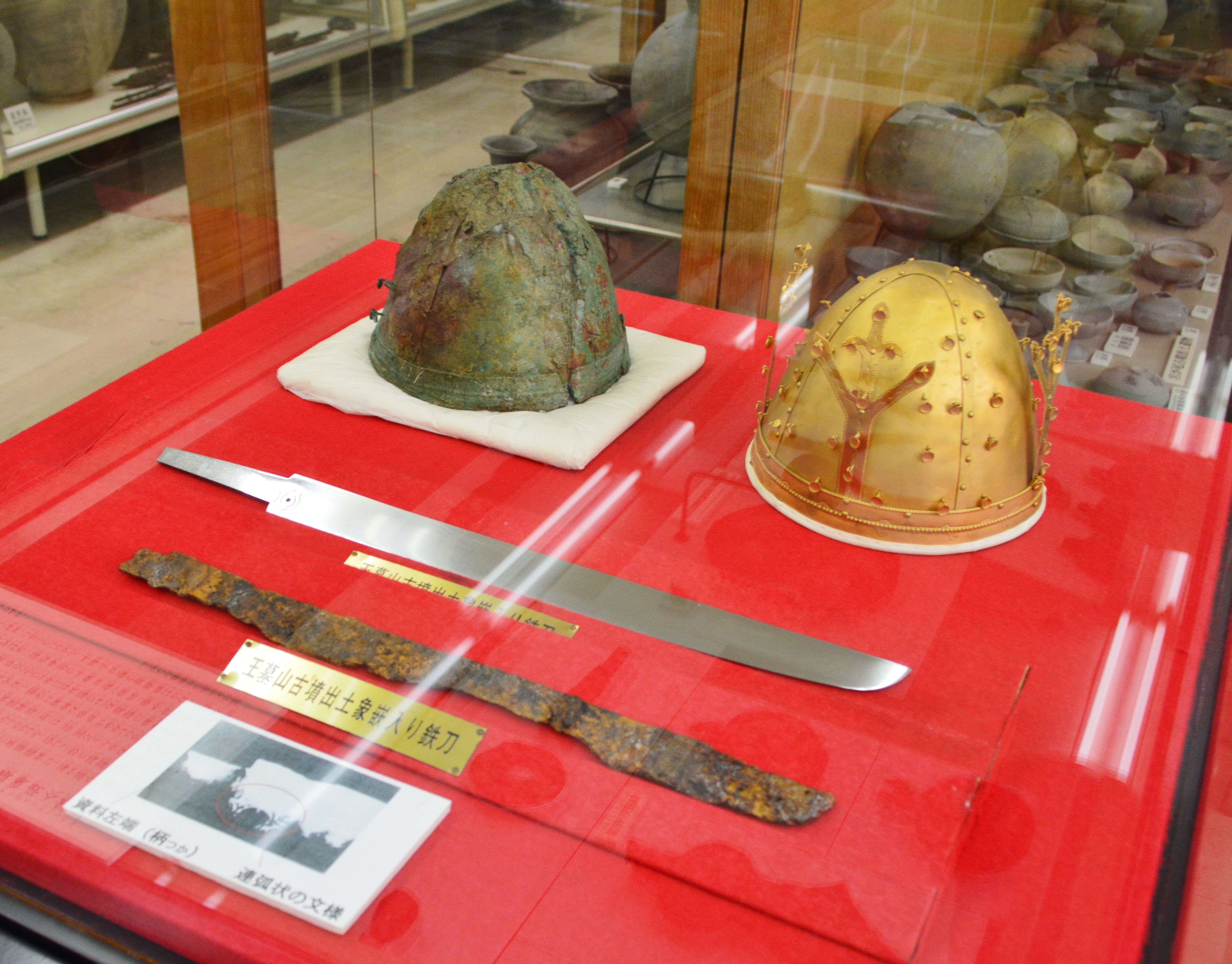
金銅製冠帽・銀象嵌入鉄刀善通寺市立郷土館展示（他画像も同様）。

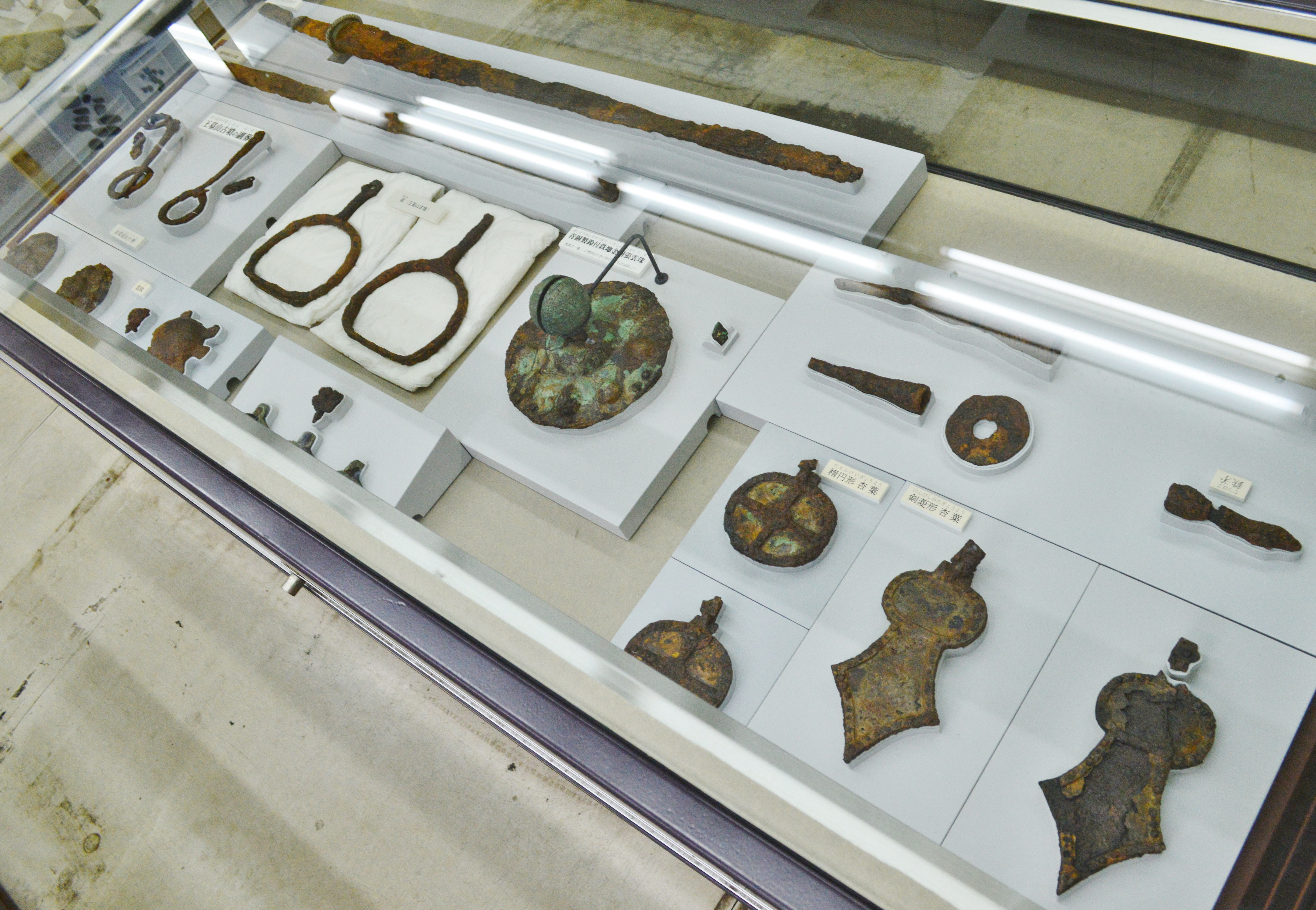
武器・馬具

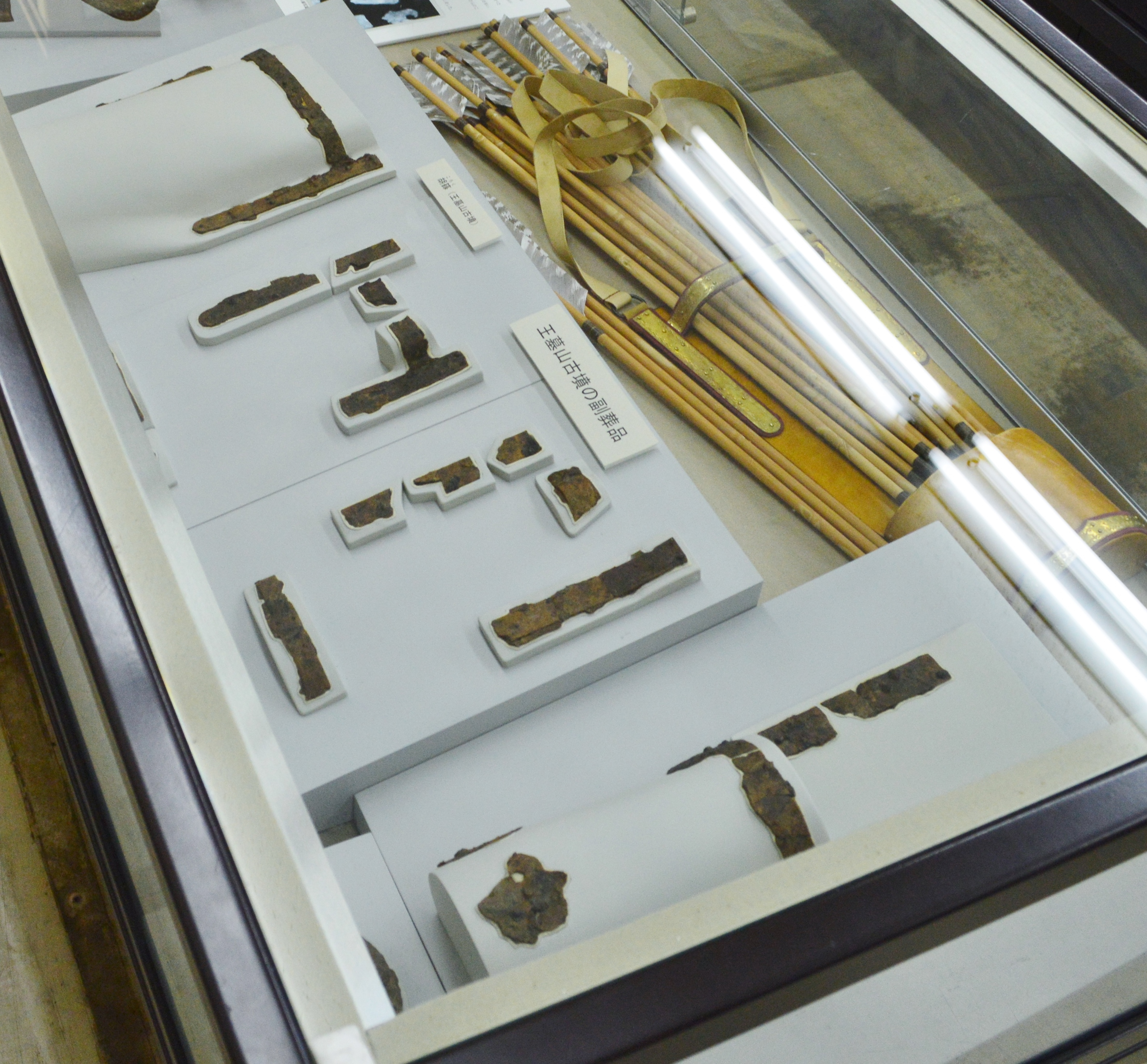
武器

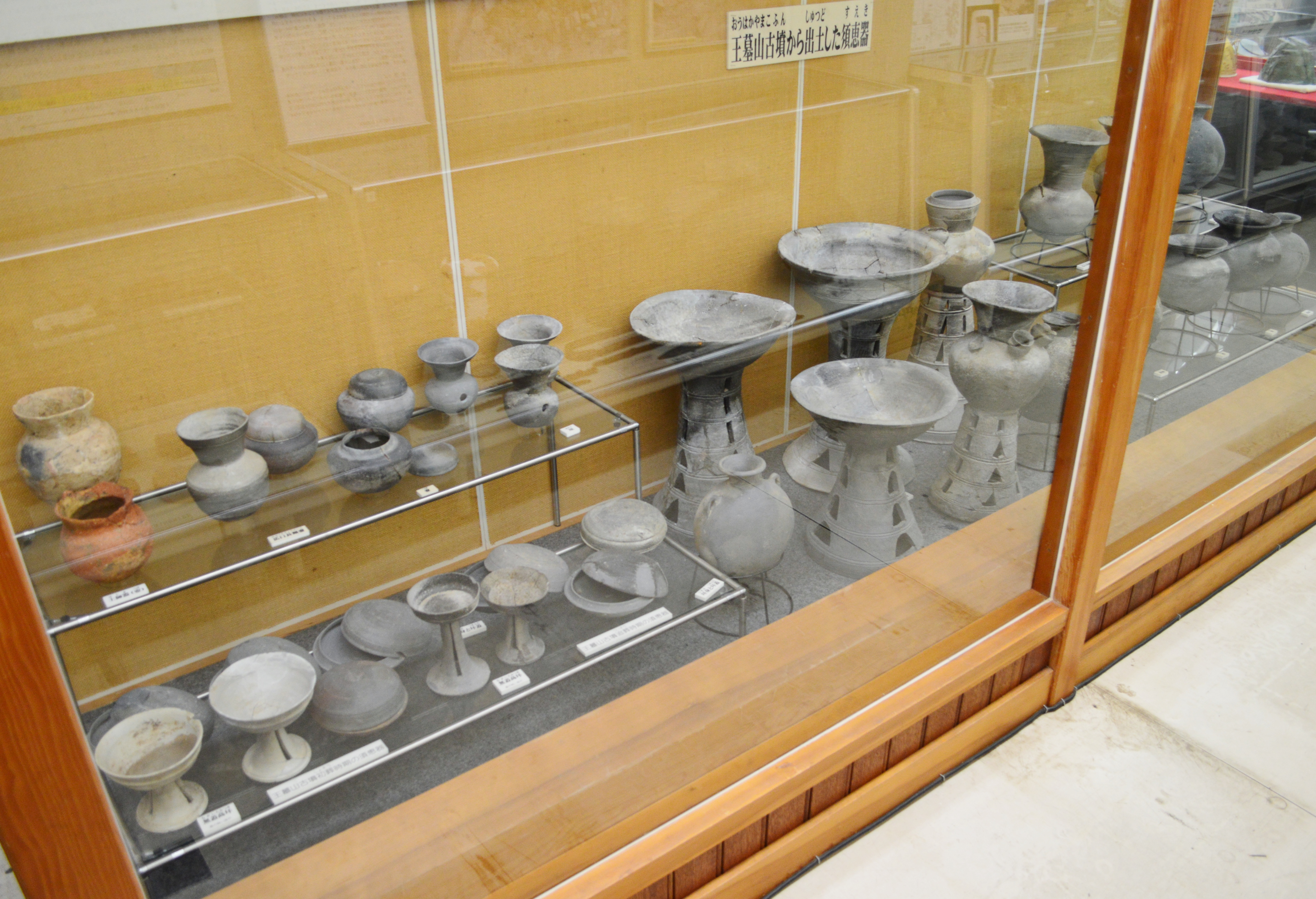
須恵器・土師器

王墓山古墳からの出土品は次の通り（1992年（平成4年）時点）。
- 装身具類
  - 金銅製冠帽 1
  - 金環 1組
  - 銀環 4組
  - 銀製空玉（球形） 1
  - 銀製空玉（有段紡錘形） 15
  - 水晶製切子玉 9
  - 碧玉製管玉 23
  - 琥珀製棗玉 3
  - 翡翠製勾玉 1
  - ガラス製臼玉 79
  - ガラス製小玉 4
  - 石製小玉 1
  - 滑石製小玉 1
  - 滑石製有孔円盤 17
  - 土玉 約300
- 武器・武具
  - 挂甲 1（小札 約200）
  - 銀装鍔付鉄刀 1
  - 銀象嵌入鉄刀 1
  - 鉄刀 3
  - 鉄鏃 50
  - 弓金具 5
  - 胡簶 1
  - 鉄槍 1
- 馬具
  - 鉄地金銅張f字形鏡板轡 1組・破片
  - 素環鏡板付轡 1組・破片
  - 青銅製鈴付鉄地金銅張雲珠 1
  - 青銅製馬鈴 3
  - 鉄地金銅張雲珠 3
  - 鉄地金銅張剣菱形杏葉 3
  - 鉄地金銅張楕円形杏葉 3
  - 鉄製輪鐙 2
  - 辻金具 1
  - 雲珠 21
  - 鉸具 5
  - 馬具片 多数
- 農工具類
  - 鉄斧 1
  - 砥石 1
- 土器
  - 須恵器 - 坏身45、坏蓋43、高坏7、蓋付短頸壺3、甕2、𤭯3、壺1、長頸壺2、横瓶2、提瓶3、器台3、脚付子持壺2、装飾付器台片、その他破片多数。
  - 土師器 - 壺3。

以上のほか、墳丘からは多数の円筒埴輪片・形象埴輪片が検出されている。

## 関連施設
- 善通寺市立郷土館（善通寺市善通寺町） - 王墓山古墳の出土品等を保管・展示。

## 関連文献
（記事執筆に使用していない関連文献）
- 『旧練兵場遺跡・王墓山古墳・岡古墳群・善通寺旧境内 -善通寺市内文化財整理事業ほかに伴う埋蔵文化財調査・整理報告書-（善通寺市文化財資料集 第2集）』善通寺市教育委員会、2014年。